# Блувштейн, Вильгельм Осипович
Вильге́льм О́сипович Блувште́йн (13 ноября 1900, Санкт-Петербург — 6 мая 1972) — советский оператор игрового и документального кино, переводчик.

## Биография
Родился в Санкт-Петербурге в еврейской семье. С 1917 по 1923 год учился на электромеханическом факультете Петроградского политехнического института с перерывом на службу в Красной армии. В период 1918—1921 годов участвовал в Гражданской войне на Юго-Западном фронте.
С 1924 года работал кино на Ленинградской фабрике «Совкино» (с 1930 года — фабрика «Союзкино»). Участник арктического похода 1928 года по спасению экспедиции Нобиле («Красная палатка»). Прикомандирован кинооператором к ледоколу «Красин». Стал одним из авторов документальной ленты об этом походе «Подвиг во льдах» (1928).
В 1931 году, накануне 10-летия образования ЯАССР, руководил якутской экспедицией «Востоккино»; итогом стал короткометражный фильм «На берегах Алдана», а также сюжеты в киножурналах «Пионерия» и «Союзкиножурнал».
С 1933 года на административной работе в Информкино, Госкинопроекте. Был главным инженером «Мосфильма». Репрессирован в 1930-е годы. С середины 1930-х годов занят литературной деятельностью, в основном переводы французских и английских пьес.
В июне 1941 году добровольцем ушёл в Красную армию. Участник обороны Москвы, в дальнейшем воевал на Юго-Западном, Северо-Кавказском, 4-м Украинском, 3-м Белорусском, и 1-м Прибалтийском фронтах. Служил военным переводчиком следственной части Разведывательного отдела штаба 9-й армии, заместителем начальника и начальником следственной части Разведывательного отдела штаба 2-й гвардейской армии. Имел ранение и тяжёлую контузию.
После демобилизации в марте 1947 года работал литературным переводчиком и составителем специализированных словарей.
Скончался 6 мая 1972 года.

## Фильмография
Оператор
- 1927 — Главдыня на отдыхе
- 1927 — Отважные мореплаватели
- 1927 — Пружинка (совместно с В. Данашевским)
- 1928 — Подвиг во льдах (совместно с И. Валентеем, Е. Богоровым)[10]
- 1928 — Родной брат (совместно с Е. Михайловым)
- 1931 — На берегах Алдана

Режиссёр
- 1931 — На берегах Алдана[4]

## Избранная библиография
- Словарь английских и американских сокращений // 21000 сокращений / сост.: Е. В. Алёшин, В. О. Блувштейн, Ю. В. Семёнов. — М.: ГИС, 1953. — 534 с.
- Краткий русско-английский военный словарь / сост. В. О. Блувштейн. — М.: Государственное издательство иностранных и национальных словарей, 1955. — 334 с.
- Словарь английских и американских сокращений // 31 000 сокращений / сост. В. О. Блувштейн, Н. Н. Ершов, Ю. В. Семенов. — 3-е изд., перераб. — М.: ГИС, 1957. — 767 с.
- Словарь немецких сокращений // 10 500 сокращений / сост. В. О. Блувштейн. — М.: ГИС, 1958. — 442 с.
- Словарь сокращений английского, немецкого, голландского и скандинавских языков // Свыше 33 000 сокращений / сост. В. О. Блувштейн. — М.: Советская энциклопедия, 1964. — 883 с.

## Награды
- медаль «За отвагу» (11 октября 1943)[7];
- орден Отечественной войны II степени (22 апреля 1945)[2].
- медаль «За оборону Москвы» (4 марта 1945)[8];
- медаль «За оборону Кавказа»[11].